# Severomoravské vodovody a kanalizace Ostrava
Severomoravské vodovody a kanalizace Ostrava a.s. (SmVaK) jsou největším dodavatelem pitné vody v Moravskoslezském kraji. Hlavní výrobní činností je výroba a dodávky pitné vody a odvádění a čistění odpadních vod. V roce 2017 společnost vyrobila 60 406 tisíc m³ pitné vody. Délka vodovodní sítě je 5061 kilometrů, délka kanalizační sítě je 1844 kilometrů.
Rozhodujícím vlastníkem SmVaK je Aqualia Czech S.L. s 98,68 % akcií. Jediným vlastníkem majoritního akcionáře je španělská FCC Aqualia, S.A.

## Oblasti činnosti
Hlavní výrobní činností je výroba a dodávka pitné vody spolu s odváděním a čištěním odpadních vod. Touto činností se společnost zabývá v okresech Frýdek-Místek, Karviná, Nový Jičín a Opava. Dodávky vody zajišťuje také městům Ostrava, Studénka, Hlučín a dalším obcím. Pitnou vodou je zásobována část Přerovska (Hranice, Lipník nad Bečvou, Přerov) a příhraniční část Polska (Jastrzębie-Zdrój). Provozuje také kanalizace a čistírnu odpadních vod města Bruntál, obcí Světlá Hora, Mosty u Jablunkova, Dolní Domaslavice, Velké Losiny nebo Leskovec nad Moravicí a rozvody vody Sdružení obcí Syrákov ve Zlínském kraji.

### Výroba pitné vody
95 % pitné vody je vyrobeno z centrálních zdrojů ve správě Povodí Odry ve třech hlavních úpravnách vody Ostravského oblastního vodovodu. Zdrojem jsou údolní nádrže Kružberk v podhůří Jeseníků a Šance a Morávka v Beskydech. Ostravský oblastní vodovod je základní výrobní a distribuční systém zajišťující dodávku pitné vody v Moravskoslezském kraji. Do provozu byl uveden v roce 1958. Jedná se o páteřní vodárenský systém s délkou vodovodní sítě 504 kilometrů, kapacitou úpraven vod 5470 litrů za sekundu, 113 vodojemy s kapacitou 303 000 m³.
Společnost zajišťuje dodávky také v obcích s místními zdroji vody (například některé obce na Opavsku, Frýdecko-Místecku nebo Třinecku). Voda je dodávána také pro město Ostrava (v roce 2017 v objemu 10 659 tisíc m³), kterou na území města distribuuje společnost Ostravské vodárny a kanalizace. Společnost provozuje 46 úpraven vod, 219 čerpacích a přečerpávacích stanic.

### Dodávky pitné vody
Dodávky pitné vody pro více než 725 000 obyvatel, 133 tisíc vodovodních přípojek s celkovou délkou 771 kilometrů.
Společnost SmVaK provozuje 368 vodojemů s objemem více než 390 tisíc metrů krychlových.

### Odpadní vody
Kanalizační síť v 80 obcích s celkovou délkou 1844 kilometrů. Na síť prostřednictví kanalizačních přípojek je napojeno 515 tisíc obyvatel.
Společnost provozuje 157 kanalizačních čerpacích stanic, 68 čistíren odpadních vod (65 mechanicko-biologických, 3 mechanické) s celkovou kapacitou 271 246 m³ za den.